# Тынаев, Джамак Мамбетович
Джамак Мамбетович Тынаев (1933 — 13 октября 1986) — старший чабан Оргочорской опытной станции по овцеводству Джеты-Огузского района Иссык-Кульской области, Киргизская ССР. Герой Социалистического Труда (1981).

## Биография
Работал чабаном, старшим чабаном на основанной в 1939 году Оргочорской овцеводческой опытной станции Киргизского научно-производственного объединения по животноводству (КиргНПОЖ). Выращивал овец киргизской тонкорунной породы.
Досрочно выполнил задания Десятой пятилетки (1976—1980) и личные социалистические обязательства. Указом Президиума Верховного Совета СССР от 16 марта 1981 года за выдающиеся успехи, достигнутые в выполнении заданий десятой пятилетки и социалистических обязательств по увеличению производства и продажи государству зерна и других продуктов земледелия и животноводства удостоен звания Героя Социалистического Труда с вручением ордена Ленина и золотой медали «Серп и Молот».
Избирался депутатом Верховного Совета Киргизской ССР 9-го созыва (1976—1980).
Проживал в родном селе.